# Chouftouhonna-festival
Het Chouftouhonna-festival (Arabisch: مهرجان شفتهن) is een multidisciplinair kunstfestival gewijd aan vrouwelijke kunstenaars, dat jaarlijks in Tunesië wordt georganiseerd door de feministische vereniging Chouf (of Chouf Minorities).

## Doelstelling
De vereniging Chouf is een zelfbeheerde organisatie die in 2015 werd opgericht en zichzelf omschrijft als een 'collectief van audiovisuele activisten' dat beoogt in actie te komen voor individuele, lichamelijke en seksuele rechten van vrouwen, en dat kunst gebruikt om Tunesische vrouwen spreekruimte te bieden.

## Activiteiten
Vanaf het jaar van oprichting organiseert de vereniging jaarlijks het Chouftouhonna-festival, waarbij personen die zich als vrouw identificeren zich uiten via artistieke creativiteit, het bestrijden van discriminatie en vervolging van mensen omwille van hun seksuele geaardheid.
Het festival biedt een multidisciplinair programma: grafische kunsten, beeldende kunst, fotografie, film, dans, theater, muziek, uitvoeringen en lezingen. Chouftouhonna is daarmee een artistiek platform en een plaats geworden voor uitwisseling en ontmoetingen voor vrouwelijke kunstenaars.

## Festival-edities
- De eerste editie van het festival vond plaats in 2015 op de locatie van het Wereld Sociaal Forum.
- De tweede editie van het Chouftouhonna festival van 13 tot 15 mei 2016 in Espace Mad'art, Carthago.[5]
- De derde editie van 7 tot 10 september 2017 in het Tunesische Nationale Theater, in de Medina van Tunis. Deze editie bracht 256 deelnemers uit 55 verschillende landen bijeen.[6]
- De vierde editie van 6 tot 9 september 2018, eveneens in het Tunesische nationale theater. Het bracht meer dan 150 kunstenaars samen.[3]